# Exercițiu de incendiu

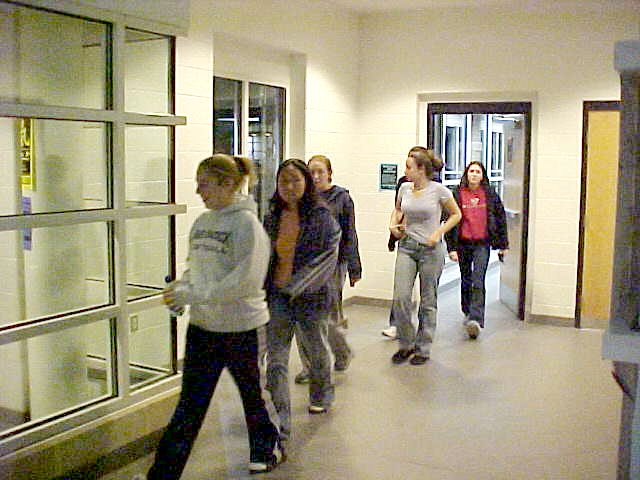
Exercițiu de incendiu/evacuare într-o unitate cu studenți din SUA, 2001.

Loc de adunare a personalului în situații de urgență

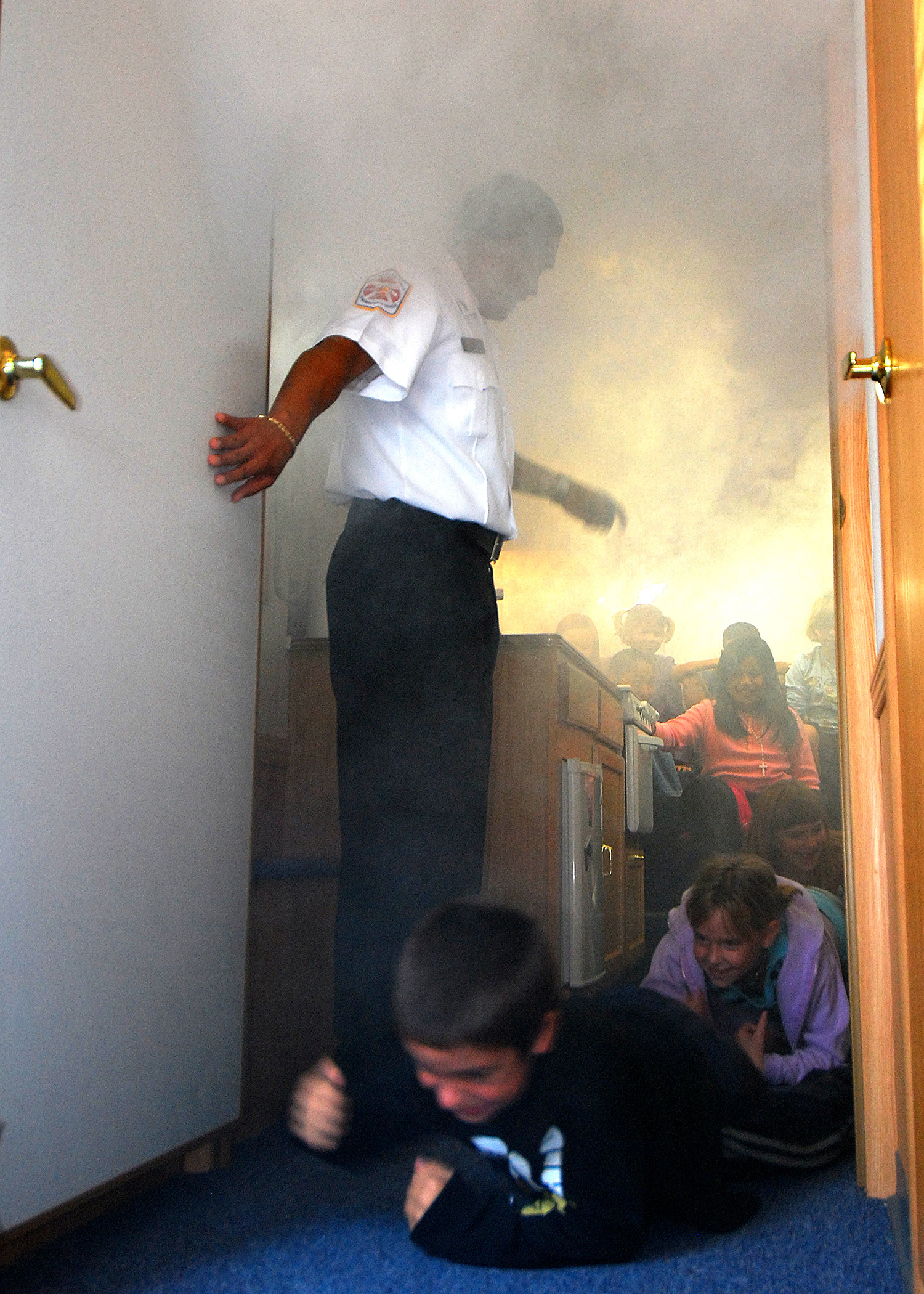
Pompierul învață elevii să știe cum să se evacueze în cazul unui exercițiu de incendiu.

Un exercițiu de incendiu este o metodă prin care se verifică  dacă cei care sunt în clădire și personalul angajat știu să se evacueze și să acționeze în caz de incendiu sau alte situații de urgență. În majoritatea cazurilor, sistemul de alarmă de incendiu existent al clădirii este declanșat și personalul din clădire se evacuează pe căile de evacuare spre cel mai apropiat loc de adunare stabilit.

## Proceduri
Procedurile exercițiului de incendiu pot varia în funcție de tipul clădirii, cum ar fi spitale, spațiile comerciale sau clădirile înalte, unde utilizatorii pot fi mai mulți în clădire, spre deosebire de evacuarea propriu zisă a personalului existent în clădire la serviciu. În general, exercițiu de evacuare este planificat pentru a se asigura că participă tot personalul în cazul unei situații de urgență și se face o evacuare rapidă, iar problemele care apar să poată fi remediate.
Cu ocazia această se verifică dacă sistemele de alarmă incendiu funcționează. Testele de alarmă la incendiu se fac de obicei în afara orelor normale de lucru, astfel încât să se minimizeze întreruperea funcțiilor clădirii. În școli, acestea se fac adesea atunci când elevii și personalul nu sunt în preajmă sau în timpul vacanței, unde specialiști în alarmă de incendiu testează alarmele în clădire pentru a fi reparate, dacă este necesar.

## Scop
Scopul principal al planificării si executării exercițiilor de alarmare/evacuare este cunoașterea, de către personalul angajat, a modului de acțiune în caz de incendiu.

## Reglementări
Exercițiile de alarmare/evacuare în caz de incendiu se planifică si se execută la o anumită perioadă în funcție de țară cu personalul propriu si se pot organiza pentru întreaga construcție, pe porțiuni sau spații închiriate din aceasta. 
În SUA lunar în majoritatea statelor în cadrul școlilor se efectuează un exercițiu de incendiu:
- New Jersey[1];
- California (școli elementare)[2]

Unele state impun ca școlile să efectueze un anumit număr de exerciții pe parcursul întregului an școlar sau să se efectueze un anumit număr de exerciții într-o anumită perioadă de timp: Michigan.
În Marea Britanie toate școlile, colegii și universități, precum și orice altă unitate de învățământ efectuează o evacuare de incendiu la începutul anului universitar.

## Durata exercițiului
În România exercițiile în caz de incendiu pentru clădirile de birouri se planifică si se execută o dată la 6 luni.